# Gilbert Esau
Gilbert Donald Esau (31 de Outubro de 1919 – 16 de Julho de 2012) foi um político de Minnesota e membro da Câmara dos Representantes de Minnesota do sudoeste de Minnesota. Eleito pela primeira vez em 1962, Esau foi reeleito em 1964, 1966 e 1968. Depois de ficar de fora por quatro anos, optou em candidatar-se novamente em 1972, foi eleito e reeleito em 1974, 1976, 1978 e 1980.

## Passado
Da cidade de Mountain Lake, Esau, era proprietário de uma garagem de automóveis e oficina mecânica. Serviu no Exército dos Estados Unidos durante a Segunda Guerra Mundial, sendo implantado nos teatros europeus e asiáticos entre 1941 e 1945. Antes de ser eleito para a Câmara de Minnesota, era um membro do Conselho da Vila de Mountain Lake de 1954 até 1963.

## Serviço na Câmara de Minnesota
Esau representou o antigo Distrito 18A e mais tarde, no 28A, que incluía todos ou partes dos condados de Brown, Cottonwood, Jackson, Murray e Redwood, mudando um pouco depois do redistritamento legislativo de 1972. Foi, junto com os senadores Dennis R. Frederickson, Earl W. Renneke e Jim Vickerman, e os representantes Aubrey W. Dirlam, George L. Mann, Henry Kalis e Wendell Erickson, um dos legisladores mais antigos do sul de Minnesota, na história do estado.
Enquanto na câmara, Esau ganhou reputação como um forte defensor dos agricultores e como líder em questões relevantes para a justiça criminal e educação. Aliou-se ao Caucus Conservador em uma época em que a legislatura ainda era oficialmente apartidária e mais tarde identificado como Republicano quando a afiliação partidária tornou-se exigida dos candidatos.
Esau atuou nas comissões de Agricultura, Justiça Criminal, Educação, Legislação Geral, Saúde e Bem-estar, Transporte e Veteranos e Assuntos Militares e em várias outras comissões e subcomissões de personificações durante seus quase 20 anos no cargo.

## Aposentadoria ativa
Esau era ativo e visível em sua comunidade, ocasionalmente comentando sobre questões de interesse e anotava na mídia local. Seu trabalho de serviço cristão incluiu frequentes viagens missionárias a lugares como a Ucrânia (local de nascimento de seu pai), a Rússia, o Paraguai, o Peru e as Filipinas.
Em 2009, Esau escreveu uma autobiografia detalhando seu serviço militar com o Exército dos EUA nos teatros asiáticos e europeus durante a Segunda Guerra Mundial, intitulado My World War II Memories.  Uma série de entrevistas com ele também foi realizada para documentar suas experiências como um soldado da Segunda Guerra Mundial. Essas entrevistas podem ser encontradas no YouTube.
Esau morreu no dia 16 de Julho de 2012.